# 't Noorn
 't Noorn is een wierde in de gemeente Eemsdelta in het noorden van de provincie Groningen. De wierde, met een boerderij, ligt aan een doodlopende weg, ten noorden van Krewerd. De naam 't Noorn verwijst naar de ligging ten noorden van Krewerd. Het voorhuis van de boerderij brandde af in 1937 en werd vervolgens herbouwd in de stijl van de Amsterdamse School.
't Noorn telt twee wierden. Een ligt direct ten westen van boerderij 't Noorn en een iets ten oosten van de boerderij. Bij de boerderij werd in 1907 een bult afgegraven die vroeger mogelijk onderdeel vormde van de wierde ten westen van de boerderij. Bij deze afgraving werd een fundament van kloostermoppen opgegraven, waarvan de diameter ongeveer 10 meter bedroeg. Er is wel gespeculeerd dat dit een motte of stinswier is geweest, maar 't Noorn kan ook een heerd zijn geweest onder de klauw (kluft) van het iets noordwestelijker gelegen Siboldeweer (ook Sybelweer). Tevens kan het de locatie geweest zijn van een van de Krewerder edele heerden Steenhuusterheerd of Bunnemaheerd.
Groningen: Steden en dorpen      Nederland: Provincies · Gemeenten